# Districtul Hat Samran
Hat Samran (în thailandeză หาดสำราญ) este un district (Amphoe) din provincia Trang, Thailanda, cu o populație de 15.550 de locuitori și o suprafață de 224,0 km².

## Componență
Districtul este subdivizat în 3 subdistricte (tambon), care sunt subdivizate în 21 de sate (muban).
| Nr. | Nume       | În thailandeză | Sate | Locuitori |  |
| --- | ---------- | -------------- | ---- | --------- |  |
| 1.  | Hat Samran | หาดสำราญ       | 11   | 8,389     |  |
| 2.  | Ba Wi      | บ้าหวี           | 4    | 2,877     |  |
| 3.  | Tase       | ตะเสะ          | 6    | 4,284     |  |

|| 
|}